# Петар Јовановић (географ)
Петар С. Јовановић (Добрача, 25. фебруар/9. март 1893 — Београд, 15. новембар 1957) био је српски географ, професор Универзитета у Београду, академик САНУ.

## Биографија
Рођен је у селу Добрачи од оца Светозара и мајке Росе. Гимназију је завршио 1912. у Крагујевцу, а затим је уписао студије на Филозофском факултету у Београду. Учествовао је у Првом светском рату, прво као ђак-наредник, а затим као официр. Студирао је у Риму, Фиренци и Паризу. Дипломирао је 1920. у Београду. Био је асистент Јована Цвијића од 1919. године. Одбранио је 1922. докторску тезу „Прибрежни језерски рељеф београдске околине“. Предавао је на Универзитету у Скопљу, где је био доцент, ванредни професор и редовни професор од 1932. године. Из Скопља су га 1941. протерали бугарски окупатори. Пензионисан је у Београду децембра 1942. године, па је после Другог светског рата враћен као редовни професор географије на Филозофском факултету у Београду.
Био је шеф Катедре за географију Природно-математичког факултета Универзитета у Београду, оснивач и управник Географског института „Јован Цвијић“ при САНУ.
Дописни члан Српске академије наука и уметности постао је 1946. године, а редовни 1948. Био је секретар САНУ у периоду 1948-1957. Био је ожењен и имао сина Бранислава и кћи Паву.
У оквиру пројекта „Живот и дело српских научника“ његову биографију је написао Милош Зеремски, објављено 2000. године у 6. књизи ове едиције. стр. 265-293.

## Спортски радник
Између два светска рата био је оснивач и дугогодишњи председник Планинарског друштва Југ у Скопљу, а после Другог светског рата један од оснивача Планинарског друштва Јован Цвијић у Београду, његов председник и члан Главног одбора Планинарског савеза Србије.